# NN-309
La carretera NN‑309 es una vía departamental secundaria ubicada en el departamento de Carazo. Con una longitud de 5.4 kilómetros, conecta el sector urbano del Instituto Juan José Rodríguez con la comunidad de Guisquiliapa, ambas en el municipio de Jinotepe. Fue inaugurada en 2024 como parte de los proyectos de mejoramiento vial rural en el Pacífico sur del país.

## Trazado y cruces
La siguiente tabla muestra su recorrido, localidades y principales conexiones:
| km  | Localidad                     | Departamento | Conexión / Ruta |
| --- | ----------------------------- | ------------ | --------------- |
| 0.0 | Instituto Juan José Rodríguez | Carazo       |                 |
| 5.4 | Guisquiliapa                  | Carazo       |                 |

## Coordenadas
Uno de los tramos de la NN‑309 puede ser ubicado cerca de Guisquiliapa con coordenadas aproximadas: 11°51′04″N 86°12′03″O / 11.8512, -86.2007